# Hrabstwo Kanabec

Piramida wieku hrabstwa

Hrabstwo Kanabec ze stolicą w Mora znajduje się w części stanu Minnesota, USA. Według danych z roku 2005 zamieszkuje je 16 215 mieszkańców, z czego 97,27% stanowią biali. Nazwa hrabstwa pochodzi od słowa Kanabecosippi, nazwy rzeki przepływającej przez to hrabstwo, w języku Indian z plemienia Odżibwejów.

## Warunki naturalne
Hrabstwo zajmuje obszar 1381 km² (533 mi²), z czego 1360 km² (525 mi²) to lądy, a 21 km² (8 mi²) wody. Graniczy z 5 innymi hrabstwami:
- Hrabstwo Aitkin (północ)
- Hrabstwo Pine (wschód)
- Hrabstwo Chisago (południowy wschód)
- Hrabstwo Isanti (południe)
- Hrabstwo Mille Lacs (zachód)

### Główne szlaki drogowe
| - Minnesota State Highway 23 - Minnesota State Highway 27 - Minnesota State Highway 47 | - Minnesota State Highway 65 - Minnesota State Highway 70 - Minnesota State Highway 107 |

## Demografia
Według spisu z 2000 roku hrabstwo zamieszkuje 14 996 osób, które tworzą 5759 gospodarstw domowych oraz 4146 rodzin. Gęstość zaludnienia wynosi 11 osób/km². Na terenie hrabstwa jest 6846 budynków mieszkalnych o częstości występowania wynoszącej 5 budynków/km². Hrabstwo zamieszkuje 97,27% ludności białej, 0,17% ludności czarnej, 0,81% rdzennych mieszkańców Ameryki, 0,44% Azjatów, 0,03% mieszkańców Pacyfiku, 0,17% ludności innej rasy oraz 1,11% ludności wywodzącej się z dwóch lub więcej ras, 0,93% ludności to Hiszpanie, Latynosi lub inni. Pochodzenia niemieckiego jest 30,2% mieszkańców, 18,1% szwedzkiego, 13,1% norweskiego, a 5,4% irlandzkiego.
W hrabstwie znajduje się 5759 gospodarstw domowych, w których 34,1% stanowią dzieci poniżej 18. roku życia mieszkający z rodzicami, 58,8% małżeństwa mieszkające wspólnie, 8,4% stanowią samotne matki oraz 28% to osoby nie posiadające rodziny. 23,8% wszystkich gospodarstw domowych składa się z jednej osoby oraz 10,3% żyję samotnie i jest powyżej 65. roku życia. Średnia wielkość gospodarstwa domowego wynosi 2,58 osoby, a rodziny 3,03 osoby.
Przedział wiekowy populacji hrabstwa kształtuje się następująco: 27,5% osób poniżej 18. roku życia, 6,9% pomiędzy 18. a 24. rokiem życia, 27,5% pomiędzy 25. a 44. rokiem życia, 23,9% pomiędzy 45. a 64. rokiem życia oraz 14,1% osób powyżej 65. roku życia. Średni wiek populacji wynosi 38 lat. Na każde 100 kobiet przypada 102 mężczyzn. Na każde 100 kobiet powyżej 18. roku życia przypada 100 mężczyzn.
Średni dochód dla gospodarstwa domowego wynosi 38 520 dolarów, a średni dochód dla rodziny wynosi 43 603 dolarów. Mężczyźni osiągają średni dochód w wysokości 32 329 dolarów, a kobiety 22 309 dolarów. Średni dochód na osobę w hrabstwie wynosi 17 741 dolarów. Około 6,4% rodzin oraz 9,5% ludności żyje poniżej minimum socjalnego, z tego 11,4% poniżej 18 roku życia oraz 10,1% powyżej 65. roku życia.

## Miasta

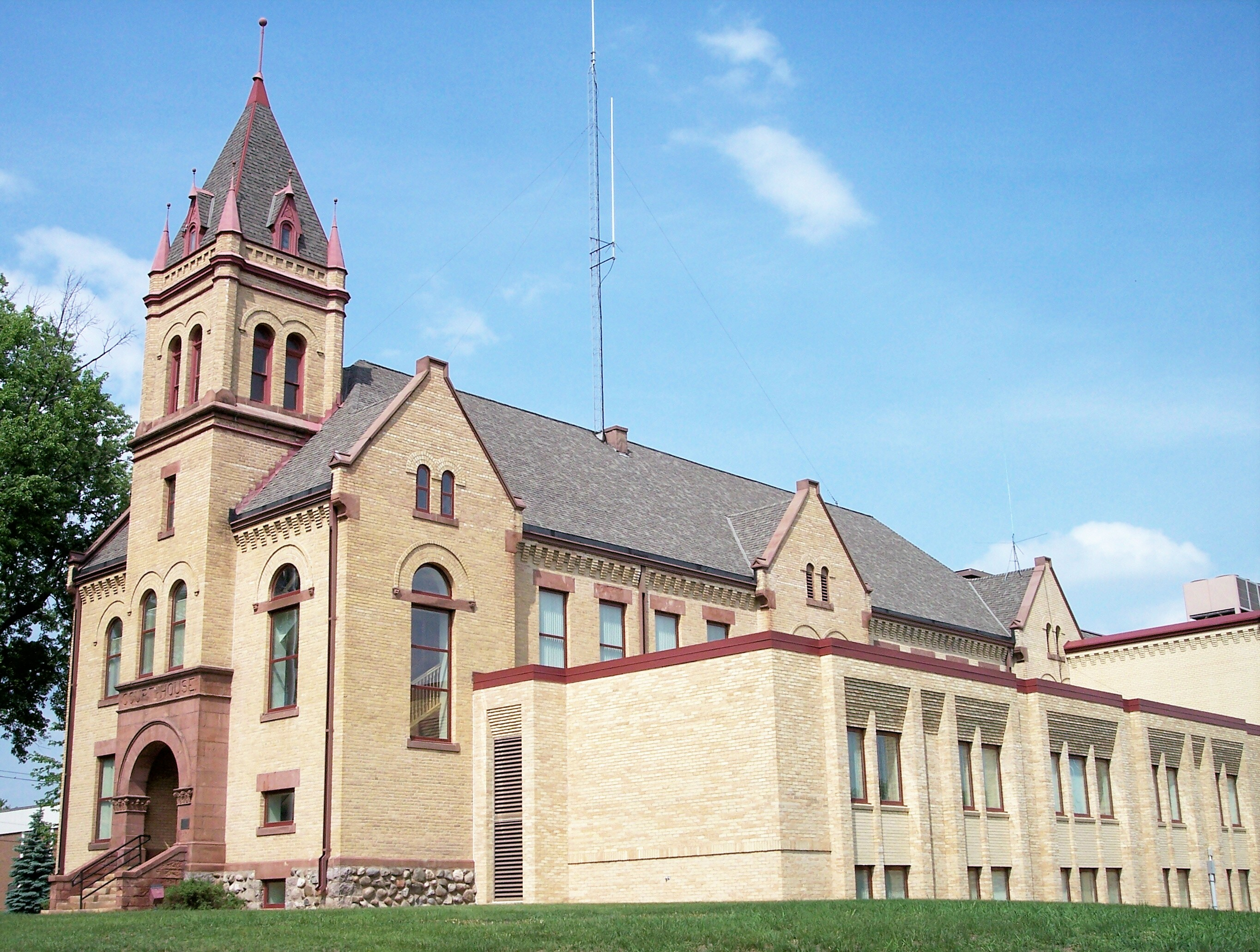
Gmach sądu hrabstwa Kanabec w Mora.

- Grasston
- Mora
- Ogilvie
- Quamba